# تاورام
تاورام (به انگلیسی: Taverham) یک روستا و محله مدنی در بریتانیا است که در Broadland واقع شده‌است. تاورام ۸٫۷۰ کیلومتر مربع مساحت و ۱۰٬۱۴۲ نفر جمعیت دارد.